# فالنتين بافلوف
فالنتين بافلوف (بالإنجليزية: Valentin Pavlov)‏ (و. 1937 – 2003 م) هو سياسي، وعالم اقتصاد، من الاتحاد السوفيتي، ولد في موسكو، كان عضوًا في الحزب الشيوعي السوفيتي عضوًا في اللجنة المركزية للحزب الشيوعي السوفيتي، توفي في موسكو، عن عمر يناهز 66 عاماً.

## مناصب
تولى منصب رئيس الاتحاد السوفيتي (14 يناير 1991–22 أغسطس 1991).

## التعليم
تعلم في الجامعة المالية التابعة لحكومة الاتحاد الروسي.

## جوائز
حصل على جوائز منها:
- وسام لينين
- وسام الراية الحمراء من حزب العمال
- وسام شارة الشرف.

## روابط خارجية
- فالنتين بافلوف على موقع مونزينجر (الألمانية)